# Commission scolaire de Portneuf
 (septembre 2020).
Pour les raisons suivantes :
- Les commissions scolaires québécoises étaient une forme de gouvernement local composé de commissaires élus et disposant de pouvoirs de taxation. Leur admissibilité dans Wikipédia est bien établie.
- Par contre, les centres de service scolaires sont plutôt des centres administratifs relevant du ministère de l'Éducation. Leur mode de gestion et leurs pouvoirs sont différents de ceux des commissions scolaires. Leur admissibilité selon les critères de Wikipédia n'a pas encore été démontrée.
- Vu leur nature différente, les éventuels articles sur les centres de services scolaires devraient être distincts de ceux des commissions scolaires, et non des renommages de ceux-ci.
- Les contributeurs sont invités à discuter de ce sujet sur Discussion Projet:Québec.

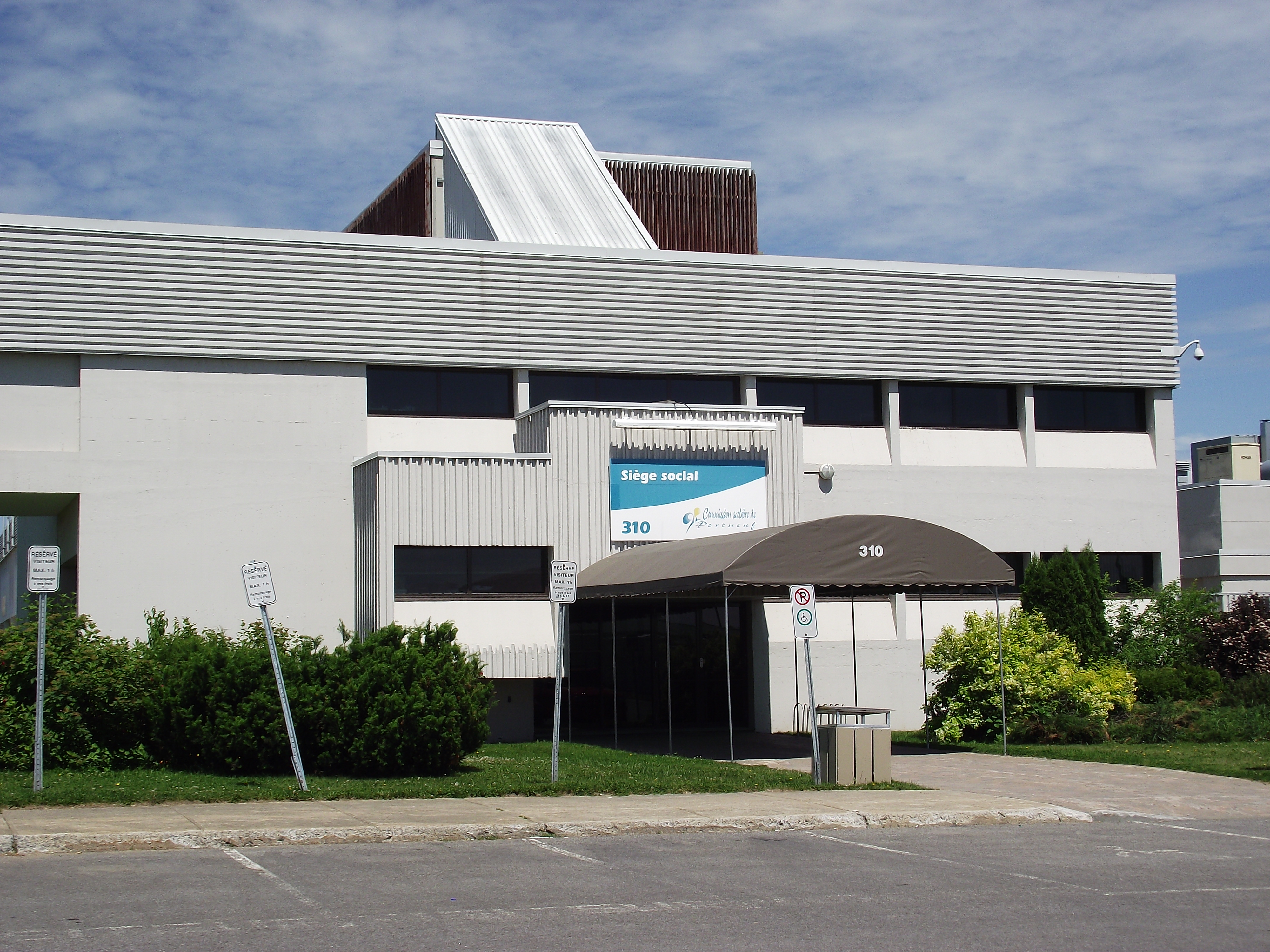
Siège social à Donnacona

La Commission scolaire de Portneuf est une ancienne commission scolaire. Elle est abolie le 15 juin 2020, et remplacée par un Centre de services scolaire francophone qui dessert le territoire de la MRC de Portneuf dans la région de la Capitale-Nationale au Québec (Canada). Son siège social est à Donnacona et elle gère un réseau de 25 établissements scolaires.

## Établissements

### Écoles primaires
- École Bon Pasteur (Cap-Santé)
- École Le Phare (Deschambault-Grondines)
- École La Saumonière (Donnacona)
- École Saint-Charles-de-Grondines (Deschambault-Grondines)
- École Courval (Neuville)
- École Des Bourdons (Neuville)
- École Les Sentiers (Portneuf)
- École La Riveraine (Portneuf)
- École Perce-Neige (Pont-Rouge)
- École Saint-Cœur de Marie (Rivière-à-Pierre)
- École Le Goéland (Saint-Alban)
- École Les Trois Sources (Saint-Basile)
- École Le Bateau Blanc (Saint-Casimir)
- École Marie du Saint-Sacrement (Saint-Léonard-de-Portneuf)
- École Sainte-Marie (Saint-Marc-des-Carrières)
- École Marguerite d'Youville (Saint-Raymond)
- École Saint-Joseph (Saint-Raymond)
- École La Morelle (Saint-Ubalde)

### Écoles secondaires
- École secondaire Donnacona (Donnacona)
- École secondaire Louis-Jobin (Saint-Raymond)
- École secondaire Saint-Marc (Saint-Marc-des-Carrières)
- École alternative Le Relais (Donnacona)

### Centres de formation professionnellesante
- Centre La Croisée (Donnacona et Saint-Raymond)